# محمد الروحاني
محمد بن محمود بن صادق الحسيني الروحاني القمي (1336 هـ - 1418 هـ). هو مرجع شيعي إيراني متوفى، كان له دور ديني وسياسي بارز في العراق وإيران.

## ولادته
ولد الروحاني في مدينة قم عام 1336 هـ أو 1338 هـ لعائلة معروفة في الأوساط المتدينة، فقد كان والده محمود من رجال الدين والذين شاركوا في تأسيس حوزة قم، وجدّه صادق الروحاني كان من رجال الدين المجتهدين.

## دراسته وتدريسه
بدأ بدراسة «المقدمات» في قم، كما درس قسماً من «السطوح الوسطى» لدى أساتذتها، ثم هاجر إلى كربلاء سنة 1355 هـ فأكمل دروس «السطوح العالية» لدى محمد هادي الحسيني الميلاني، ثم انتقل بعد ذلك إلى النجف فحضر دروس «البحث الخارج» لدى عدد كبير من الأساتذة كان منهم:
| - عبد الهادي الشيرازي. - محمد رضا آل ياسين. - محمد حسين الأصفهاني. |  | - أبو الحسن الأصفهاني. - محمد كاظم الشيرازي. - أبو القاسم الموسوي الخوئي. |

ثم انتقل إلى مدينة قم.

## تلامذتهالسد حسن الرضوي
لدى إقامته في مدينة النجف، كانت له فيها حلقات تدريس حضرها لفيف من رجال الدين، ثمّ غادرها إلى مدينة قم سنة 1397 هـ، وواصل فيها التدريس وتربية الطلاّب، وقد تميز بحثه بالدقة والتجديد العلمي في حقلي الفقه والأصول ومن أبرز تلامذته:
| - عبد الصاحب الحكيم. - بشير حسين النجفي. - علي مكي العاملي. - الشيخ محمد مهدي شمس الدين. - الشيخ مسلم الداوري. - حسين الشاهرودي. - علاء الدين الحكيم. - السيد حسن اللاهيجي - محمّد باقر ابن محمّد صادق الحكيم. - عبد المنعم الحكيم. - الشيخ محمّد رضا الجعفري. |  | - الشيخ محمّد صادق الجعفري. - محمّد جواد فضل الله. - حسين بحر العلوم. - الشيخ أحمد الأنصاري. - محمّد جواد العلوي البروجردي. - محمّد رضا المصباح الموسوي. - علي الحسيني الميلاني. - محمد رضا المامقاني. - محمد السند. - الشيخ أبو الحسن القوجاني. - محمد علي الرباني. - نجلاه: حسن، وعلي. - علي عبد الصاحب الحكيم |

## مكانته العلمية
المعروف عن الشيخ الكمباني (أستاذ الروحاني)أنه لا يعيد كلامه فضلاً أن يعيد درساً كاملاً، لكنه قد أعاد درساً كاملاً للسيد الروحاني نتيجة تغيبه في أحد الأيام، وذلك لما وجده في تلميذه من نبوغ وذكاء. كما كان الروحاني الساعد الأيمن لمرجعية الخوئي وقد كتب الخوئي تعليقته على العروة بمساعدة الروحاني، كما طلب منه الخوئي أن يتسلم إدارة الحوزة العلمية بالنجف.
قال الشيخ بشير النجفي متحدثاً عن أستاذه:«كنت أعرف من سيرته أنه يتأذى لأذية أي شيعي، ويتألم على ما وصلت إليه حالة المسلمين من التشتت والتنافر، كما وجدته لا يطمع فيه من لا حريجة له في الدين، وكان سيفاً مشهوراً في وجه كل منحرف، فرضوان الله عليه يوم ولد وأيام عاش ويوم قبضه الله ويوم يبعث حياً، ذلك هو السيد الجليل محمد الروحاني طاب ثراه».

## مؤلفاته
- منتقى الأصول. يقع في سبعة مجلدات وهو من تقرير عبد الصاحب الحكيم.
- المرتقى إلى الفقه الأرقى.
- تعليقات في الفقه والأصول.
- حاشية المكاسب.
- رسالة في القبلة.
- شرح العروة الوثقى. يحتوي شرحه لمسائل كتاب «العروة الوثقى» لمحمد كاظم الطباطبائي اليزدي.
- قاعدة لا ضرر ولا ضرار.
- مجموعة من القواعد الفقهية.
- منهاج الصالحين.
- المسائل المنتخبة.
- مناسك الحج.

## مرجعيته
تصدَّى للمرجعية بعد وفاة أبي القاسم الخوئي، ورجع إليه في التقليد طوائف متعدِّدة من المسلمين الشيعة.

## قالوا فيه
1. يقول الشيخ بشير حسين النجفي: «عهدي بالمرحوم المرجع والتلميذ المدلل للعبقري الأوحد الشيخ محمد حسين الأصفهاني به سيداً جليلاً تقياً ورعاً مدققاً يأخذ المطالب من حيث ينبغي ويشرح النظريات كما تقتضي الحوزة النجفية أم الحوزات في العالم، وسيدة المراكز العلمية لاحتمائها وانتمائها إلى سيد الأوصياء باب مدينة علم النبي صلى الله عليه وآله وسلم وأما كونه كان مدللاً لدى الشيخ المرجع العظيم، والمفكر الأعظم محمد حسين الاصفهاني، فلأجل ما كان يلمس فيه أستاذه من علائم النبوغ والذكاء المفرط والإخلاص حد التفاني، فسلام الله عليهما جميعاً ورحمته وبركاته، وعلى جميع علماء الدين المخلصين مثلهما».
2. يقول الشيخ عبد النبي الكجوري (مشهد): «وكان من المتوقع لمثل هذه القدرات العالية ان تبرز وبشكل سريع، إذ بعد مرور فترة وجيزه التف حوله جماعه من فضلاء وطلاب الحوزة العلمية في النجف الاشرف، وطلبوا منه تدريس بحث الخارج فقهاً واصولاً. وبعد اصرار شديد منهم بدأ بتدريسه لهم، وعمره آنذاك لم يتجاوز الثلاثين سنه، وهذا لم يكن متعارفأ في النجف الاشرف في ذلك الوقت، مما لفت انتباه الحوزة العلمية بما فيها المدرسين والعلماء والاكابر من المحققين العظماء».[1]
3. يقول الشيخ محمد السند: «كان بجانب دقة نظره جريء في التنقيب عن جذور النظريات ومتابعتها واكتشاف بنى نظريات جديدة أخرى وكان صيرفياً صناعياً في الاصول والفقه، أي في صناعة الاصول وصناعة الفقه بمهارة فائقة جداً».
4. قال عنه الدكتور محمد هادي الأميني:«.... فقيه أصولي جليل، ومجتهد عالم متضلع من أساتذة الفقه والأصول، ورع صالح تقي خبير، تتلمذ على يد عبد الهادي الشيرازي ولازم أبحاث الخوئي، وأقام في النجف عدة سنين كانت له فيها حلقات تدريس وبحث يحضرها لفيف من الأفاضل والأجلاء، غادر النجف على إثر عاصفة سياسية هوجاء وانتقل إلى مدينة قم وواصل فيها التدريس وتربية الطلاب رغم العنف والخسة والدناءة الموجهة إليه من بعض الشراذم الذين استحوذ عليهم الشيطان فأنساهم ذكر الله...».[2]

## وفاته
توفي الروحاني سنة 1418 هـ بمدينة قم، ودفن ببيته في مدينة قم.